# Westfalen Weser Energie
Die Westfalen Weser Energie GmbH & Co. KG (WWE) mit Sitz in Paderborn in Nordrhein-Westfalen ist die dienstleistende Holding über der Westfalen Weser Netz GmbH, der Energieservice Westfalen Weser GmbH und der Westfalen Weser Beteiligungen GmbH. Die Hauptverwaltung der Unternehmensgruppe befindet sich in Herford.

## Geschichte
Entstanden ist Westfalen Weser Energie im Juli 2013 nach dem Verkauf der Anteile der E.ON Energie an der E.ON Westfalen Weser an Kommunen und Kreise in Ostwestfalen-Lippe und im Weserbergland.
Zusammen mit den Energieversorgungsunternehmen EWE mit Sitz in Oldenburg und Rheinenergie mit Sitz in Köln erfolgte im Mai 2016 die Übernahme der GWAdriga GmbH & Co. KG in Berlin, ein Full-Service-Dienstleister für die Gateway-Administration und das Messdatenmanagement. Westfalen Weser Energie ist mit 21 Prozent an der GWAdriga beteiligt.

## Organisation
Die Westfalen Weser Energie GmbH & Co. KG, die ein rein kommunales Unternehmen ist, ist zu 100 % im Besitz von 56 Kommanditisten, die ausschließlich Kreise, Städte und Gemeinden der Region sowie deren Eigengesellschaften sind. Sie hält jeweils 100 Prozent der Anteile an den Tochtergesellschaften Westfalen Weser Netz GmbH, Energieservice Westfalen Weser GmbH und Westfalen Weser Beteiligungen GmbH. Die Komplementärin von WWE ist die Westfalen Weser Energie Verwaltungsgesellschaft mbH (WWV) in Paderborn, die nicht am Vermögen von WWE beteiligt ist. Alleiniger Gesellschafter von der WWV ist wiederum WWE.

## Gesellschafter
| Anteil  | Anteilseigner                                                                                 |
| ------- | --------------------------------------------------------------------------------------------- |
| 20,43 % | Paderborner Kommunalbetriebe GmbH (PKB), städtische Holdinggesellschaft                       |
| 19,51 % | Herforder Versorgungs- und Verkehrs-Beteiligungs-GmbH (Tochtergesellschaft der Stadt Herford) |
| 6,03 %  | Mindener Hafen GmbH                                                                           |
| 3,66 %  | Kreis Herford                                                                                 |
| 3,07 %  | Stadt Löhne                                                                                   |
| 2,66 %  | Wirtschaftsbetriebe Stadthagen GmbH                                                           |
| 2,32 %  | Stadtwerke Schloß Holte-Stukenbrock GmbH                                                      |
| 2,29 %  | Stadtwerke Porta Westfalica GmbH                                                              |
| 2,28 %  | Hafen Bückeburg-Berenbusch GmbH                                                               |
| 2,29 %  | Stadt Lage                                                                                    |
| 2,27 %  | Kreis Paderborn                                                                               |
| 2,21 %  | Stadt Höxter                                                                                  |
| 2,15 %  | WBG Hille Beteiligungsgesellschaft mbH                                                        |
| 28,85 % | weitere kleine 43 Gesellschafter                                                              |

## Geschäftsfelder und Tochtergesellschaften

### Westfalen Weser Netz (WWN)
Das Tochterunternehmen Westfalen Weser Netz in Paderborn betreibt regionale Verteilnetze für Strom, Erdgas und Wasser. Zentrale Aufgabe ist die Bereitstellung des Strom- und Erdgasnetzes für Industrie, Gewerbe, Landwirtschaft und Haushalte. Das Netzversorgungsgebiet erstreckt sich (mit rund 6.500 km²) über zwei Bundesländer in den Regionen Ostwestfalen-Lippe, Südniedersachsen und im nördlichen Sauerland. Das Stromnetz hat eine Länge von 29.534 Kilometern und versorgt 2021 rund 664.000 Kunden, das Erdgasnetz ist 3.358 Kilometer lang und versorgt rund 75.000 Netzkunden. Aus einer Leitstelle in Bad Oeynhausen werden diese in der Region verzweigten Anlagen gesteuert und geregelt. Westfalen Weser Netz ist in sechs Regionalbereiche aufgeteilt, in denen von der Netzplanung bis zum Bau und Betrieb der Anlagen die Verantwortung liegt. In Paderborn und drei weiteren Gemeinden ist Westfalen Weser Netz an der Abwasserentsorgung beteiligt.

### Energieservice Westfalen Weser (ESW)
Die Tochtergesellschaft Energieservice Westfalen Weser in Kirchlengern ist für die Wärmeversorgung von Privathaushalten, kommunalen Liegenschaften oder Gewerbebetrieben zuständig und erarbeitet für sie individuelle Versorgungskonzepte. Ein Kerngeschäft ist das Contracting.
Energieservice Westfalen Weser ist Betreiber des Kraftwerks Kirchlengern und mehrheitlich an der Naturgas Emmerthal GmbH in Emmerthal, der Nahwärme Bad Oeynhausen-Löhne GmbH mit Sitz in Bad Oeynhausen und der Gesellschaft zur rationellen Energienutzung Horn-Bad Meinberg mbH (GRE) beteiligt.

### Westfalen Weser Beteiligungen (WWB)
In der Tochtergesellschaft Westfalen Weser Beteiligungen GmbH werden sämtliche Dienstleistungen, bestehende Beteiligungen sowie neue Investitionen gebündelt und in attraktive Energiebeteiligungen investiert.
Hierzu gehören Mehrheitsbeteiligungen an der AWP GmbH in Paderborn, an der EPOS Bioenergie in Herford sowie Beteiligungen an den Stadtwerken Lage, an der WPG Westfälische Propan-GmbH in Detmold, der Blomberger Versorgungsbetriebe GmbH (BVB) und an der Wasser GmbH Salzhemmendorf (WGS).

### Westfalen Weser Ladeservice (WWL)
Die Tochtergesellschaft Westfalen Weser Ladeservice GmbH ist ein 360 Grad-Anbieter für die Ladeinfrastruktur von E-Fahrzeugen. Das Unternehmen bietet Planung, Hardware, Bau, Service und Abrechnungsdienstleistungen für E-Mobilität aus einer Hand.
Viele mittelständische Betriebe setzen auf die Dienstleistungen des rein kommunalen Unternehmens, das auch außerhalb des angestammten Geschäftsgebiets aktiv ist. In Flörsheim am Main betreiben die Fachleute Ladesäulen für die dortigen Stadtwerke. Darüber hinaus hat der Dienstleister u. a. 80 Standorte der Caritas im gesamten Erzbistum Paderborn mit rund 200 Ladepunkten ausgestattet.